# Општина Бодешти-Пречиста (Њамц)
Бодешти-Пречиста (рум. Bodeşti-Precista) општина је у Румунији у округу Њамц.
Oпштина се налази на надморској висини од 415 m.